# Víctor González Herrera
Víctor González Herrera (Ciudad de México, 15 de septiembre de 1987) es un empresario y filántropo mexicano. Actualmente se desempeña como CEO de Farmacias Similares y presidente ejecutivo de Grupo Por Un País Mejor, una organización dedicada a promover la salud, el bienestar y la sostenibilidad en México. Es conocido por su participación en proyectos sociales y ambientales que buscan impactar positivamente a la sociedad. 

## Biografía
Nacido en la Ciudad de México, Víctor González Herrera es hijo de Víctor González Torres, fundador de Farmacias Similares. Estudió Administración de Negocios Internacionales en la Universidad Iberoamericana y completó cursos especializados en Londres y en la Universidad de Stanford. Desde temprana edad, mostró interés por los negocios, iniciando su trayectoria empresarial a los 14 años con un campo de gotcha y posteriormente incursionando en la importación de productos desde Asia.
Trayectoria en Farmacias Similares
González Herrera comenzó su carrera en Farmacias Similares a los 18 años, desempeñándose inicialmente como vendedor. A lo largo de los años, ascendió a supervisor de sucursales y vicepresidente comercial. En diciembre de 2022, asumió el cargo de CEO de la compañía. Bajo su liderazgo, se han implementado prácticas de sostenibilidad, como el programa SíMiPlaneta, que incluye reciclaje, saneamiento de aguas y conservación de ecosistemas.
Participación en Medios y Redes Sociales
Víctor González Herrera ha utilizado plataformas como TikTok e Instagram para promover productos de la empresa y sensibilizar sobre temas ambientales, logrando tener más de 2.5 millones de seguidores. En 2024, participó como inversionista en el programa "Shark Tank México", apoyando a emprendedores mexicanos.
Filantropía
En febrero de 2024, González Herrera fue nombrado miembro del Consejo Internacional de UNICEF, siendo el segundo latinoamericano en integrar este organismo. Mediante la Fundación del Dr. Simi, colabora con UNICEF México en proyectos de acceso a agua potable, saneamiento e higiene en escuelas de Nuevo León.
Publicación
En octubre de 2024, publicó su primer libro, El CEO detrás del Dr. Simi, en el que comparte su experiencia liderando Grupo Por Un País Mejor y reflexiona sobre la adaptación empresarial en un entorno cambiante, con un enfoque en responsabilidad social corporativa.